# Fernando Poe Jr.

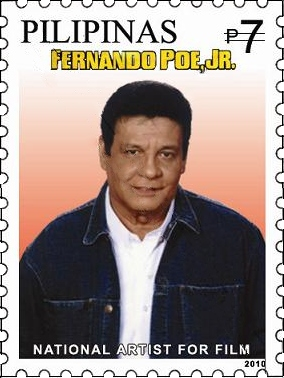
Fernando Poe Jr.

Ronald Allen Key Poe, genannt Fernando Poe Jr. (* 20. August 1939, in Manila; † 14. Dezember 2004 in Quezon City, Philippinen), war ein philippinischer Filmstar mit katalanischen und irischen Wurzeln und 2004 Präsidentschaftskandidat.

## Leben
Fernando Poe Jr., zweites Kind des gleichnamigen Schauspielers Fernando Poe Sr., war Darsteller in mehr als 170 Actionfilmen sowie Regisseur oder Produzent in 100 Filmen.
1968 heiratete er die Schauspielerin Susan Roces, die auch in 17 Filmen seine Filmgefährtin war. Das Paar adoptierte im selben Jahr Grace Poe als Tochter, diese schlug eine politische Karriere ein. 2004 wurde bekannt, dass er mit der Schauspielerin Rowena Moran eine 1989 geborene außereheliche Tochter hatte; diese schlug unter dem Namen Lovi Poe eine Schauspielkarriere ein.
Im Jahr 2003 wurde der enge Freund des ehemaligen Präsidenten und früheren Schauspielers Joseph Estrada Präsidentschaftskandidat der Opposition für die Wahl 2004 auf den Philippinen. Die anschließenden Präsidentschaftswahlen waren von Gewaltausbrüchen überschattet. Poe gewann allem Anschein nach die Wahl, jedoch hat sich seine Konkurrentin Gloria Macapagal Arroyo mit Hilfe von Wahlfälschungen, die u. a. auch durch entsprechende Telefonmitschnitte belegt wurden („Hello Garci“), durchgesetzt.
Seine Anhänger hatte er vor allem in den armen Bevölkerungsschichten, die ihn ebenso wie seinen Freund Joseph Estrada aufgrund seiner Filmrollen als Vorkämpfer für die Unterdrückten sahen.
Fernando Poe Jr. starb an Herzversagen nach einem Herzinfarkt, den er am 11. Dezember 2004 erlitt, im Alter von 65 Jahren.
Von Regierungsseite wurde einmal auch von Ermordung durch Vergiftung gesprochen (Manila Times, 16. August 2005).